# Wojcieszów
Wojcieszów est une ville de Pologne, située dans la voïvodie de Basse-Silésie. Elle constitue une gmina urbaine du powiat de Złotoryja.

## Histoire
De 1742 à 1945, Kauffung fait partie de l'arrondissement de Goldberg, dans le district de Liegnitz au sein de la province de Silésie.